# پنه‌لوپه کروز
پنه‌لوپه کروز سانچس (به اسپانیایی: Penélope Cruz Sánchez) ‏(زادهٔ ۲۸ آوریل ۱۹۷۴) بازیگر، مدل و تهیه‌کنندهٔ اسپانیایی است. او نخستین زن اسپانیایی است که جایزهٔ اسکار دریافت کرده و یکی از شناخته‌شده‌ترین چهره‌های سینمای اروپا و هالیوود به شمار می‌رود. 
کروز در نوجوانی وارد صنعت سرگرمی شد و ابتدا در موزیک‌ویدئوها و برنامه‌های تلویزیونی اسپانیا ظاهر شد. در سال ۱۹۹۲ با فیلم Jamón Jamón به کارگردانی بیگاس لونا به شهرت رسید؛ فیلمی که هم‌زمان توجه منتقدان و عموم مردم را به خود جلب کرد.
او در دههٔ ۱۹۹۰ با کارگردانان سرشناسی همچون پدرو آلمودوار همکاری کرد و به‌تدریج وارد سینمای آمریکا شد. از فیلم‌های مطرح او در هالیوود می‌توان به Vanilla Sky، Blow، Gothika و Pirates of the Caribbean: On Stranger Tides اشاره کرد.

نقش‌آفرینی‌اش در فیلم Volver (۲۰۰۶) به کارگردانی آلمودوار، تحسین گسترده‌ای برانگیخت و نخستین نامزدی اسکار را برای او به همراه داشت. اما در سال ۲۰۰۹، با بازی در فیلم Vicky Cristina Barcelona ساختهٔ وودی آلن، موفق به دریافت جایزهٔ اسکار بهترین بازیگر نقش مکمل زن شد.

## زندگی
پنه‌لوپه کروز در شهر الکوبنداز واقع در بخش خودمختار مادرید در اسپانیا از یک خانوادهٔ مسیحی کاتولیک به‌دنیا آمد. پدر وی، ادواردو کروز، گاراژدار، فروشنده و تعمیرکار خودرو و مادرش، انکارنا سانچز آرایشگر بود.
پنه‌لوپه دوران کودکی خود را در الکوبنداز —شهری کارگری در حومهٔ مادرید— گذراند. او همچنین اوقات بسیاری را در خانهٔ مادربزرگش سپری کرد. او فرزند بزرگ خانواده‌اش بود، خواهر وی مونیکا کروز، رقصنده و ستارهٔ سینما و برادرش ادواردو کروز، خواننده اسپانیایی‌زبان است. پنه‌لوپه دوران کودکی‌اش را دوران خوبی می‌داند، هرچند چارلی رز دوران کودکی او را معمولی توصیف کرده است. پنه‌لوپه به‌یاد می‌آورد که در چهارسالگی، هنگام بازی با دوستانش، خود را شخصِ دیگری می‌پنداشت و به‌جای آن، نقش بازی می‌کرد. وی همچنین از دوران کودکی خود نقل می‌کند که به‌هنگام دست نیافتن به خواسته‌اش، بر زمین دراز کشیده و شروع به لگد زدن و شکاندن وسایل می‌کرده است.
در کودکی، پنه‌لوپه در آرزوی هنرپیشگی نبود بلکه بیشتر خواهان رقصنده شدن بود. شور وی به رقصیدن، بالاخره به ورودش به هنرکدهٔ ملی هنرهای زیبای اسپانیا انجامید. کروز به مدت ۹ سال در آنجا به آموختن باله کلاسیک مشغول بود. پنه پس از آن به‌مدت سه سال با آنجلا گاریدو، آموزش بالهٔ اسپانیایی دید؛ سپس برای چهار سال در آموزشگاه کریستینا روتا در نیویورک، با آموزگاریِ رائول کابالِرو، رقص جاز آموخت.
پنه‌لوپه در نوجوانی، با دیدن فیلم Tie Me Up! Tie Me Down! به کارگردانیِ پدرو آلمودوار به هنرپیشگی دلبست. او در آزمون‌های هنرپیشگی نیز شرکت جست ولی فردِ استعدادیاب، به‌دلیل اینکه حس کرد وی هنوز جوان است، پنه‌لوپه را نپذیرفت.
پس از آن مدل مجله‌های گوناگون شد. کار بازیگری را نخست با مجموعه رز در کانال FR۳ تلویزیون فرانسه آغاز کرد و نخستین کارش در سینما همه چیز درباره مادرم به کارگردانی پدرو آلمودووار است. در سال ۲۰۰۱ در فیلم آسمان وانیلی و به‌دنبال آن در چشمانت را بگشا بازی کرد. در ۲۲ فوریه ۲۰۰۹ برای بازی در ویکی کریستینا بارسلونا برنده جایزه اسکار بهترین بازیگر نقش مکمل شد. او در قسمت چهارم فیلم سینمایی دزدان دریایی کارائیب هم ایفای نقش کرده است.

## فعالیت بازیگری

### آغاز کار ۱۹۸۹–۱۹۹۶

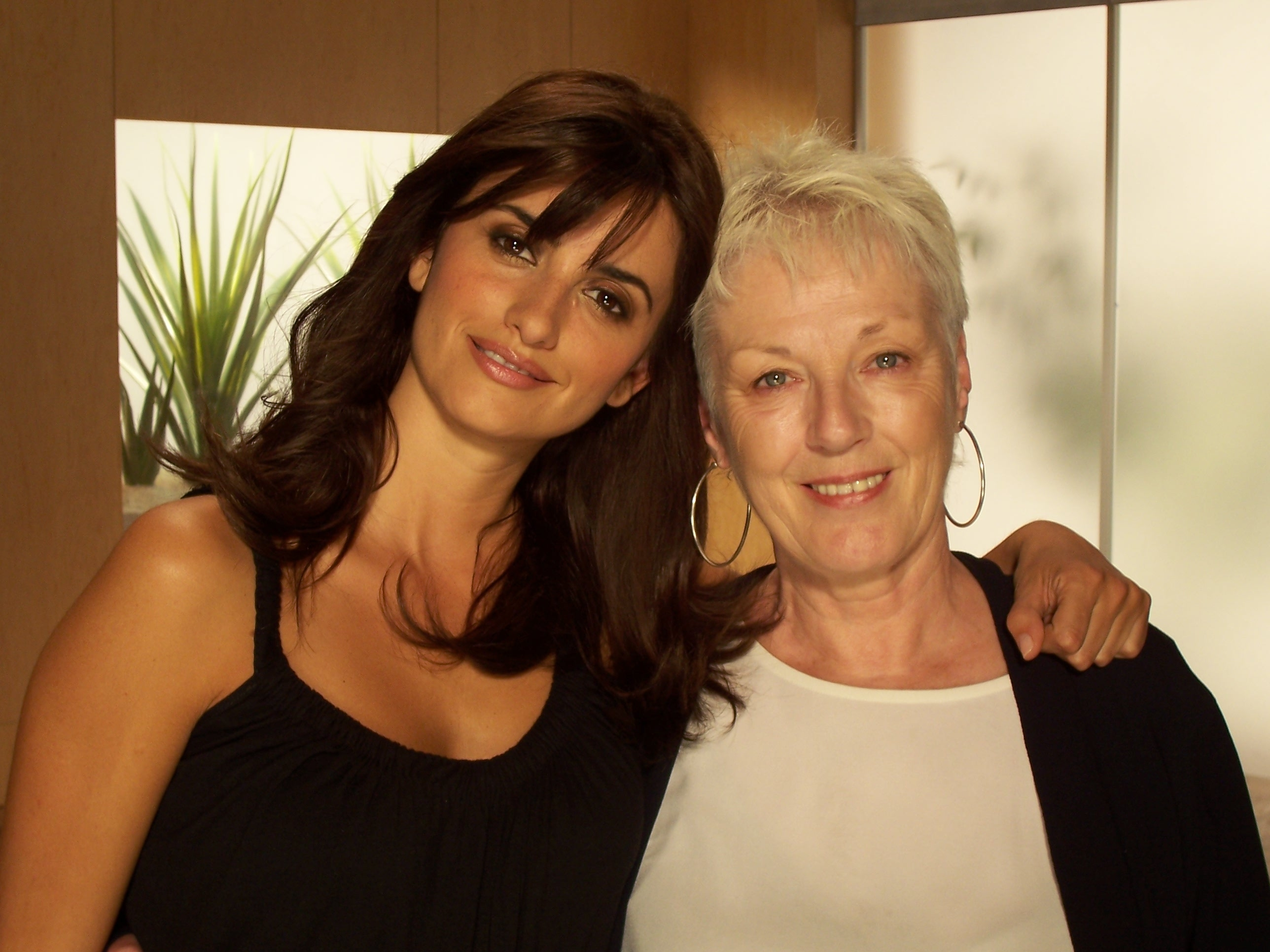

در سال ۱۹۸۹ میلادی، پنه‌لوپه ۱۵ ساله برای اولین بار با بازی در نماهنگ موسیقی نیروی سرنوشت (به اسپانیایی: La Fuerza del Destino) که کاری از گروه پاپ اسپانیایی مسانو بود، به جلوی دوربین رفت. در بین سال‌های ۱۹۹۰ تا ۱۹۹۷ میلادی، او ابتدا مدتی مجری برنامه گفتگوی تلویزیونی La Quinta Marcha شد که از شبکه تلسینکو پخش می‌شد، سپس در سال ۱۹۹۱ میلادی در قسمت Elle et lu از مجموعه تلویزیونی فرانسوی و اروتیک Série rose با قبول برهنگی کامل بازی کرد. در ۱۹۹۲، پنه‌لوپه اولین کار بازیگری جدی خود را در ۱۸ سالگی با ایفای نقش در فیلم درام خامون خامون انجام داد. او در این فیلم در نقش دختری به نام سیلویا بازی می‌کند، سیلویا دختر جوانیست که اولین فرزندش را حامله است، اما مادر شریک زندگی‌اش از این رابطه راضی نیست و با اجیر کردن رائول با ایفای نقش خاویر باردم برای گمراه کردن سیلویا، سعی بر خراب کردن رابطه آن‌ها دارد. مجله پیپل یاد آورد شده است که پس از حضور بدون لباس بالاتنه کروز در این فیلم او به یکی از نمادهای اصلی سکس بدل گشت. اگرچه کروز در سال ۱۹۹۹ در مصاحبه با لس‌آنجلس دیلی نیوز در اینباره گفت: «اون بخش فوق‌العاده‌ای بود، اما من برای برهنگی آماده نبودم. هرچند من از این بابت پیشمان نیستم چرا که می‌خواستم این کار [بازیگری] را شروع کنم و این زندگیم را تغییر داد.»
خامون خامون حجم گسترده‌ای از نقدهای مثبت را به‌دست‌آورد، به‌طور مثال کریس هیکس از دیزرت نیوز بازی کروز در نقش سیلویا را دلربا توصیف کرد. نویسنده شیکاگو سان تایمز، راجر ایبرت نوشت: «بازیگران اصلی [فیلم] از جذابیت فیزیکی قابل توجهی برخوردار بودند، به‌خصوص پنه‌لوپه کروز در نقش سیلویا.» کروز برای ایفای نقش در این فیلم نامزد دریافت جایزه بازیگر تازه‌کار اتحادیه بازیگران اسپانیا و جایزه گویا بهترین بازیگر نقش زن شد. اگرچه در همین سال توانست برای نقش لوز در فیلم روزگار خوش، جایزه نقش مکمل اتحادیه بازیگران اسپانیا را به‌دست‌آورد. مجمله پیپل بازی کروز در این فیلم را نشان از توانایی او برای ایفای هر نقشی ذکر می‌کند. از سال ۱۹۹۳ تا ۱۹۹۶ میلادی، پنه‌لوپه در ۱۰ فیلم اسپانیایی و ایتالیایی حاضر می‌شود. کروز در ۲۰ سالگی به نیویورک نقل مکان می‌کند، او به مدت ۲ سال در دهکده گرینویچ و کریستوفر زندگی می‌کند و به فراگیری زبان انگلیسی و رقص باله در بین کارهای سینمایی‌اش می‌پردازد.

### پله‌های ترقی ۱۹۹۷–۲۰۰۰

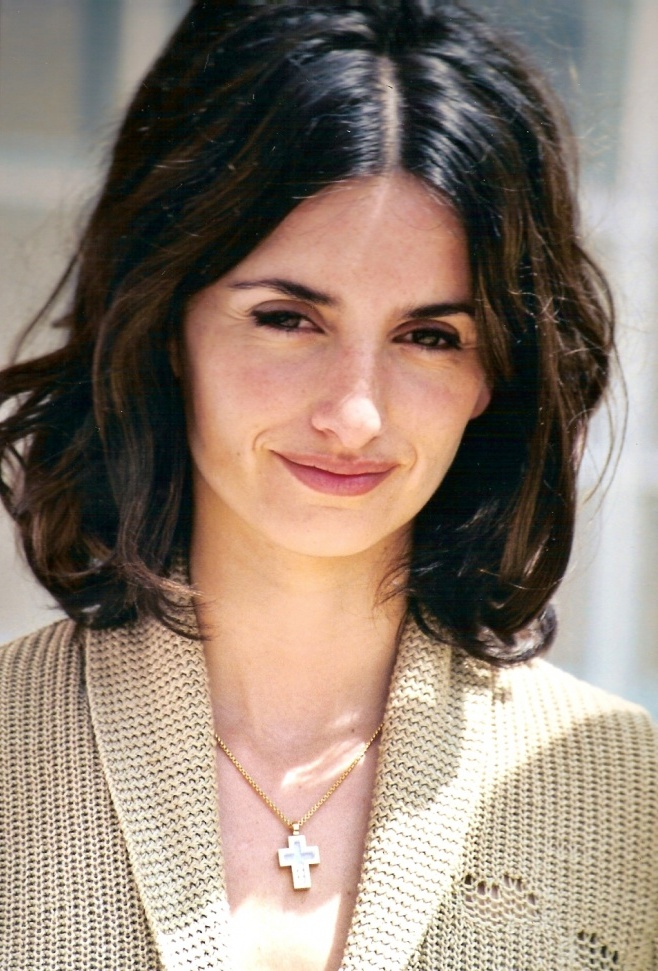

در ۱۹۹۷ میلادی، پنه‌لوپه در فیلم کمدی عشق می‌تواند به‌طور جدی به سلامتی شما آسیب بزند در نقش دیانا ظاهر می‌شود، دیانا از طرفداران جان لنون از اعضای بیتلزهاست که تلاشی ناموفقی برای دیدن وی داشته است. یک سال پس از این ماجرا و روابط ناموفق مختلف، او حالا در جریان شروع یک آشنایی جدید در شرایط عجیب است.
همچنین در سال ۱۹۹۷ میلادی، او در صحنهٔ ابتدایی فیلم Live Flesh به‌کارگردانیِ پدرو آلمودوار در نقش یک روسپی که در اتوبوس زاده شده است، ایفای نقش کرد. وی همچنین در «فیلم گوشه‌ای از بهشت» در نقش «دونا هلنا» بازی کرد. آخرین ظهور پنه در سال ۱۹۷۷ در فیلم اسپانیایِ درام و علمی تخیلی Open your eyes به کارگردانی آلخاندرو آمنابار بود. او در این فیلم نقش «سوفیا» را بازی می‌کند، به‌عنوان دوست‌دختر بهترین دوست نقش اول فیلم، که در نهایت با خود نقش اول فیلم رابطه برقرار می‌کند. Open Your Eyes نقدهای مثبتی دریافت کرد. اما از نظر تجاری موفق نبود و ۳۷۰۰۰۰۰ دلار در ایالات متحده فروش کرد.

## چهره عمومی

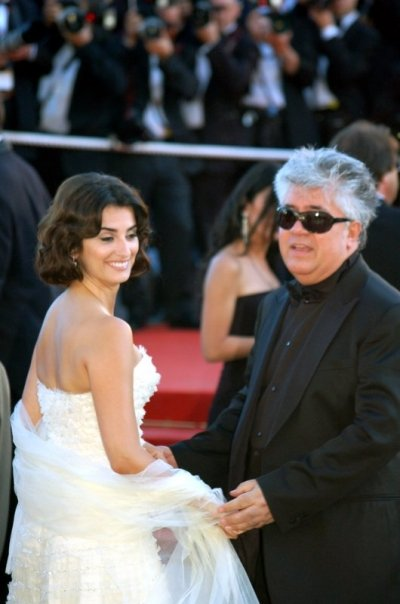

او در سال ۲۰۰۶ به عنوان مدل تبلیغاتی محصولات زیبایی شرکت لورئال برای ترویج استفاده از محصولاتی چون رنگ مو و ریمل آغاز به کار کرد. پنه‌لوپه در ادامه همکاریش با شرکت لورئال در آگهی‌های تبلیغاتی تلویزیونی و چاپی این شرکت حاضر شد و در مقابل یک سال مبلغ ۲ میلیون دلار دریافت کرد. سپس وی در تبلیغات چاپی منگو ظاهر شد و همچنین قرار دادی نیز با رالف لورن در ۲۰۰۱ عقد نموده بود. در سال ۲۰۰۷ پنه‌لوپه به همراه خواهرش دومین مجموعه خود را برای منگو طراحی کردند. این طراحی‌ها از بریژیت باردو و تابستان سن تروپ الهام گرفته شده بود. کروز در اینباره گفت: «این همکاری بسیار خوبی بود، چراکه آن‌ها یکی از شرکت‌های بزرگ اسپانیا هستند و دست ما را برای طراحی باز گذاشتند. من و خواهرم نیز زمان زیادی را صرف انجام این طراحی‌ها کردیم.»
پنه‌لوپه در سال ۲۰۰۷ در جایگاه ۵۸ام در بین ۱۰۰ شخصیت جذاب مجله ماکسیم قرار گرفت و توسط مجله امپایر به عنوان یکی از ۱۰۰ ستاره جذاب سینما انتخاب شد. او در رتبه‌بندی وب‌سایت اسک‌من. دات‌کام (به انگلیسی: Askmen.com) در فهرست خواستنی‌ترین زنان در سال ۲۰۰۸ میلادی رتبه ۲۶، سال ۲۰۰۹ میلادی رتبه ۲۵ و ۲۰۱۰ میلادی رتبه ۷ام را به‌دست‌آورد. در آوریل ۲۰۱۰ میلادی، کروز به عنوان معرف و چهره جدید عطر ترزر لانکوم جانشین کیت وینسلت شد. سپس با عقد قرار دادی به عنوان مدل تبلیغاتی لانکوم استخدام گردید و در کنار دیگر مدل‌های تبلیغاتی لانوکم، کیت وینسلت و جولیا رابرتز قرار گرفت. تصاویر این مراسم توسط ماریو تستینو عکس برداری شد.

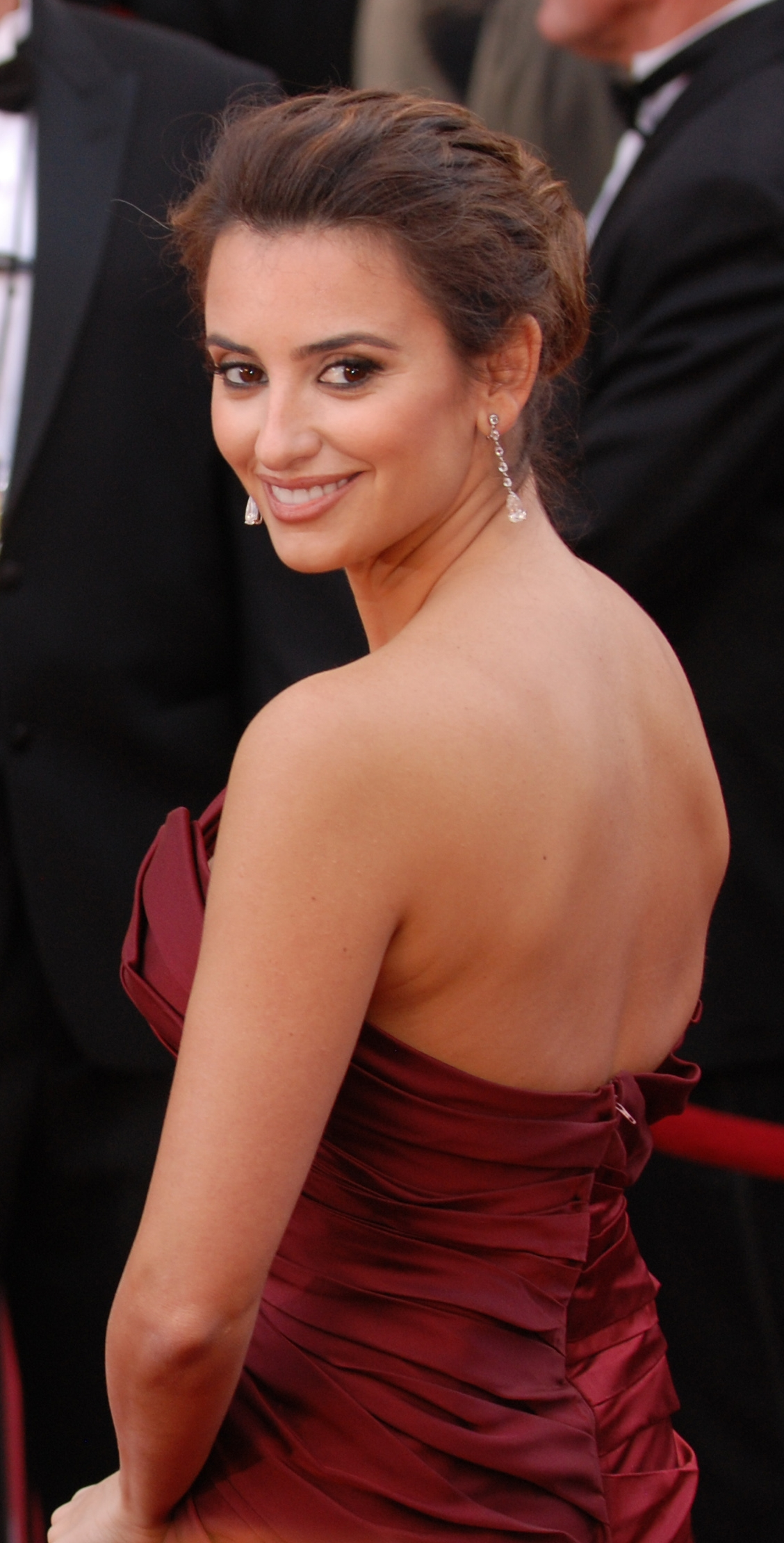
پنه‌لوپه کروز در ۸۲امین مراسم جوایز اسکار

در ۲۰۱۰، کروز به عنوان ویراستار مهمان در زمینه عکسبرداری از مدل‌های سایز بزرگ با مجله ووگ فرانسه همکاری کرد. در جشنی که ونیتی فیر برای همکاری بین کروز و آلمودوار در ویژه‌نامه هالیوود گرفته بود، آلمودوار گفت: «او الهه شعر و موسیقی من است.» و در جواب کروز او را مربی خود خوانده بود. در دسامبر ۲۰۱۰ تصویر پنه‌لوپه بر روی مجله ووگ اسپانیا چاپ شد، این تصویر توسط پیتر لیندبرگ با قبول پنه‌لوپه و به شرط عدم نمایش حاملگی‌اش تهیه شده بود. به نقل از گزارش دیلی تلگراف در سال ۲۰۱۱، برپایه تحقیق بر روی بدن افراد معروف و مشهور توسط دو جراح پلاستیک هالیوود که نظرسنجی در میان بیماران خود برای ساخت تصویری از یک زن ایدئال انجام داده بودند، پنه‌لوپه کروز که به واسطه اندام جذابش شهرت دارد در کنار جنیفر انیستون و ژیزل بوندشن بیشترین رای را برای زیبایی اندامشان آوردند.
پنه‌لوپه کروز به دلیل امضا کردن نامه‌ای برای پایان دادن به محاصره غزه تهدید به ممنوع‌التصویر شدن شده است و یکی از مسئولان هالیوود به آن‌ها هشدار داده است که ممکن است برای پیدا کردن کار دچار مشکل شوند.

## مخالفت با جنگ غزه
پنه‌لوپه همراه با همسرش خاویر باردم بیانیه‌ای صادر کردند و از جنگ غزه و دولت اسرائیل انتقاد کردند

## زندگی شخصی

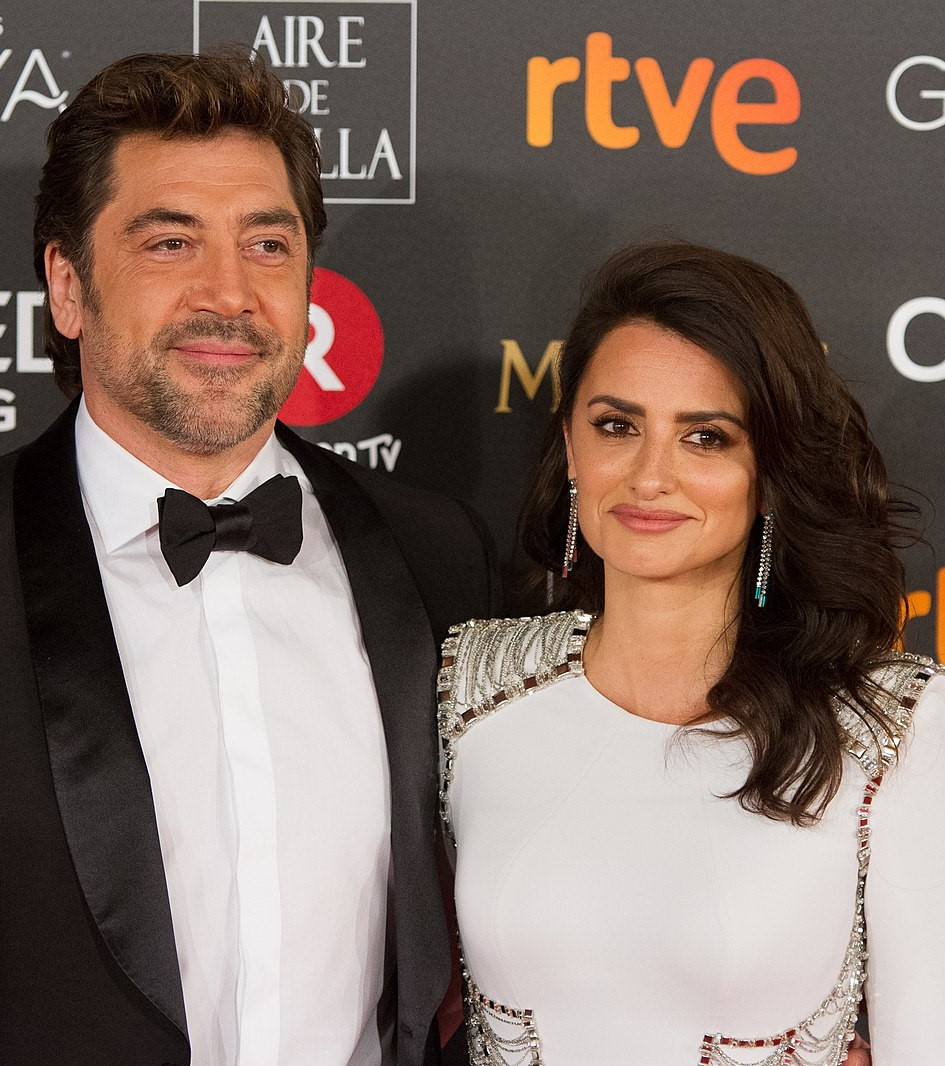
پنه‌لوپه کروز و همسرش خاویر باردم در سی و دومین جوایز گویا در سال ۲۰۱۸ میلادی

پنه‌لوپه نزدیک به بیست سال با پدرو آلمودوار —کسی که در چندین فیلم با وی همکاری داشته است— دوست بود. پنه‌لوپه توسط دوستانش «په» خوانده می‌شود.
پنه‌لوپه یک فروشگاه لباس‌فروشی و یک خانه در مادرید در نزدیکی خانهٔ پدری‌اش دارد و خانه‌ای دیگر نیز در لس آنجلس. پنه‌لوپه هم در مادرید و هم در لس آنجلس زندگی می‌کند.
اگرچه پدر و مادر پنه‌لوپه از یکدیگر جدا شده‌ند، با این حال وی در سال ۲۰۰۸ میلادی بیان کرد که به همهٔ اعضای خانواده خود نزدیک است و رابطهٔ صمیمانه‌ای با آنان دارد.
پنه‌لوپه قادر است به زبان‌های «اسپانیایی»، «ایتالیایی»، «فرانسوی» و «انگلیسی» سخن بگوید.
پنه‌لوپه دوستدارِ جانوران است. در جوانی گیاه‌خوار بود و با گاوبازی صراحتاً مخالفت می‌کرد که این مسئله، جنجال برانگیزترین اتفاق در زندگی وی بود.
در سال ۲۰۰۷ پنه‌لوپه کروز رابطه‌ای نسبتاً مخفیانه را با خاویر باردم، همبازیش در فیلم ویکی کریستینا بارسلونا، آغاز کرد. هر دوی آن‌ها به شدت محافظه کار بودند و دربارهٔ زندگی شخصی خود صحبت نمی‌کردند. براساس گزارش آسوشیتدپرس، باردم و کروز در ژوئیه سال ۲۰۱۰ در باهاما با یکدیگر ازدواج کردند.
آنها اکنون صاحب یک پسر به اسم لئو و یک دختر به نام لونا هستند.

## فعالیت‌های خیرخواهانه
پنه لوپه کروز وقت و پول خود را صرف کارهای خیریه کرده است. او علاوه بر کار در نپال، در اوگاندا و هند داوطلب شده است. جایی که یک هفته در کنار مادر ترزا در یک کلینیک پرستاری مشغول به کار بود. او با الهام از این سفر کمک کرد که بنیادی برای حمایت از دختران بی‌خانمان هند ایجاد شود و خود نیز حمایت دو زن جوان را بر عهده گرفت. او حقوق اولین فیلم هالیوودی خود «در اطراف هی -لو» را به کارهای مادر ترزا اهدا کرد. اوایل دههٔ ۲۰۰۰، وقتش را در نپال با عکاسی ار کودکان تبت برای نمایشگاهی که دالای لاما برگزار می‌کرد، صرف می‌کرد. او همچنین از ساکنان خانه‌های اقیانوس آرام، پسرانی که اکثر آن‌ها از اعضای سابق باندهای مواد مخدر بودند، عکس گرفت. وی در این‌باره می‌گوید: «دیدن این کودکان قلب مرا شکست. باید خودم را کنترل کنم که گریه نکنم. نه از روی ترس و نگرانی، بلکه با دیدن اینکه زندگی تا چه حد پیچیده می‌شود و انتخاب‌های درست تا چه حد سخت است.»
کروز در زمانی که حامله بود، در حمایت از مبارزه با ایدز، در اول دسامبر ۲۰۱۰، ساختمان امپریال استیت در شهر نیویورک را با چراغ‌های قرمز روشن کرد. به عنوان جزئی از کمپین جدید آگاهی بخش ایدز (RED) با شعار «نسل بدون ایدز در ۲۰۱۵». که هدف آن‌ها ریشه کن کردن انتقال ایدز از مادران باردار به نوزادانشان است. در سال ۲۰۱۲ هم وی در تبلیغی برای کمپین ضد استفاده از خز PETA، ظاهر شد.

## فیلم‌شناسی
| سال  | عنوان                                        | نقش                  | توضیحات          |
| ---- | -------------------------------------------- | -------------------- | ---------------- |
| ۱۹۹۲ | خامون خامون                                  | سیلویا               |                  |
| ۱۹۹۲ | روزگار خوش                                   | لوز                  |                  |
| ۱۹۹۲ | فریم                                         | لولا در مورنا        | مجموعه تلویزیونی |
| ۱۹۹۳ | برای عشق، فقط برای عشق                       | ماری                 |                  |
| ۱۹۹۳ | مارپیچ یونانی                                | الیز                 |                  |
| ۱۹۹۳ | شورشی                                        | انزا                 |                  |
| ۱۹۹۴ | شاد، اما نه چندان زیاد                       | سالومه               |                  |
| ۱۹۹۴ | همه چیز دروغ است                             | لوسیا                |                  |
| ۱۹۹۵ | اینتر روهاس                                  | لوسیا                |                  |
| ۱۹۹۵ | ال افتکتو ماریپوسا                           | بازیگر مهمان         |                  |
| ۱۹۹۶ | لا سلستینا                                   | ملیبیا               |                  |
| ۱۹۹۶ | جادوگران                                     | پاتریشیا             |                  |
| ۱۹۹۶ | عشق نه، فقط دیوانگی                          |                      |                  |
| ۱۹۹۷ | عشق می‌تواند به‌طور جدی به سلامت شما آسیب بزند | دیانا                |                  |
| ۱۹۹۷ | چشمانت را بازکن                              | سوفیا                |                  |
| ۱۹۹۷ | جسم زنده                                     | ایزابل پلازا کابالرو |                  |
| ۱۹۹۷ | گوشه‌ای از بهشت                               | هلنا                 |                  |
| ۱۹۹۸ | دختر رویاهای شما                             | ماسارنا              |                  |
| ۱۹۹۸ | سرزمین ناهموار                               | جوزفا                |                  |
| ۱۹۹۸ | دون خوان                                     | ماترین               |                  |
| ۱۹۹۸ | صحبت از فرشتگان                              |                      |                  |
| ۱۹۹۹ | همه چیز درباره مادرم                         | ماریا روزا سانز      |                  |
| ۱۹۹۹ | مردی با باران در کفش‌هایش                     | لوئیس                |                  |
| ۲۰۰۰ | همه اسب‌های زیبا                              | Alejandra Villarreal |                  |
| ۲۰۰۰ | زن در بالا                                   | Isabella Oliveira    |                  |
| ۲۰۰۱ | کوکائین                                      | میرتا جانگ           |                  |
| ۲۰۰۱ | فریبم نده                                    | کارمن روماس          |                  |
| ۲۰۰۱ | آسمان وانیلی                                 | سوفیا سرانو          |                  |
| ۲۰۰۱ | ماندولین کاپیتان کارولی                      | Pelagia              |                  |
| ۲۰۰۲ | بیدارشدن در رنو                              | برندا                |                  |
| ۲۰۰۳ | فانفان لا تولیپ                              | آدلین لا فرانچیس     |                  |
| ۲۰۰۳ | گوتیکا                                       | Chloe Sava           |                  |
| ۲۰۰۴ | سر در ابرها                                  | میا                  |                  |
| ۲۰۰۴ | نوئل                                         | نینا واسکز           |                  |
| ۲۰۰۴ | حرکت نکن                                     | ایتالیا              |                  |
| ۲۰۰۵ | صحرا                                         | Eva Rojas            |                  |
| ۲۰۰۵ | رنگ‌هراسی                                     | گلوریا               | ترجمه:رنگ هراسی  |
| ۲۰۰۶ | باندیداس                                     | Maria Alvarez        |                  |
| ۲۰۰۶ | ولور                                         | ریموندا              |                  |
| ۲۰۰۷ | مانولت                                       | Antonita Sino        |                  |
| ۲۰۰۷ | شب خوب                                       | Anna                 |                  |
| ۲۰۰۸ | شعر سوگ                                      | Consuela Castillo    |                  |
| ۲۰۰۸ | ویکی کریستینا بارسلونا                       | ماریا النا           |                  |
| ۲۰۰۹ | جی-فورس                                      | خوارز                | تنها صدا         |
| ۲۰۰۹ | آغوش‌های گسسته                                | مگدالنا              |                  |
| ۲۰۰۹ | نَه                                           | کارلا آلبانس         |                  |
| ۲۰۱۰ | سکس و شهر ۲                                  | کارمن گارسیا گارون   |                  |
| ۲۰۱۱ | دزدان دریایی کارائیب: بر امواج بیگانه        | انجلیکا              |                  |
| ۲۰۱۲ | تقدیم به رم با عشق                           |                      |                  |
| ۲۰۱۳ | مشاور                                        |                      |                  |
| ۲۰۱۵ | ما ما                                        |                      |                  |
| ۲۰۱۵ | زولندر ۲                                     |                      |                  |
| ۲۰۱۶ | گریمسبای                                     |                      |                  |
| ۲۰۱۶ | ملکه اسپانیا                                 |                      |                  |
| ۲۰۱۷ | پابلوی دوست‌داشتنی                            | ویرجینیا والهو       |                  |
| ۲۰۱۷ | قتل در قطار سریع‌السیر شرق                    | پیلار استراوادوس     |                  |
| ۲۰۱۸ | همه می‌دانند                                  | لورا                 |                  |
| ۲۰۱۹ | درد و شکوه                                   | جاسینتا              |                  |
| ۲۰۱۹ | شبکه زنبور                                   | اولگا گونزالس        |                  |
| ۲۰۲۱ | مادران موازی                                 | یانیس مارتینز مورنو  |                  |
| ۲۰۲۱ | رقابت رسمی                                   | لولا کوواس           |                  |
| ۲۰۲۲ | ۳۵۵                                          | گریسیلا ریورا        |                  |
| ۲۰۲۲ | بی‌نهایت                                      | کلارا                |                  |
| ۲۰۲۲ | در حاشیه                                     | زنبق                 | همچنین تهیه‌کننده |
| ۲۰۲۳ | فراری                                        | لائورا فراری         |                  |
| ۲۰۲۵ | عروس!                                        | میرنا                |                  |

## جایزه‌ها و نامزدی‌ها

### جوایز اسکار
| جوایز اسکار | جوایز اسکار               | جوایز اسکار            | جوایز اسکار | جوایز اسکار |
| سال         | دسته‌بندی                  | اثر                    | نتیجه       | منا.        |
| ----------- | ------------------------- | ---------------------- | ----------- | ----------- |
| ۲۰۰۶        | بهترین بازیگر زن          | بازگشت                 | نامزدشده    | [ ۴۶ ]      |
| ۲۰۰۸        | بهترین بازیگر نقش مکمل زن | ویکی کریستینا بارسلونا | برنده       | [ ۴۷ ]      |
| ۲۰۰۹        | بهترین بازیگر نقش مکمل زن | نه                     | نامزدشده    | [ ۴۸ ]      |
| ۲۰۲۲        | بهترین بازیگر زن          | مادران موازی           | نامزدشده    | [ ۴۹ ]      |

### جوایز امی
| جوایز امی ساعات پربیننده | جوایز امی ساعات پربیننده                       | جوایز امی ساعات پربیننده                | جوایز امی ساعات پربیننده | جوایز امی ساعات پربیننده |
| سال                      | دسته‌بندی                                       | اثر                                     | نتیجه                    | منابع.                   |
| ------------------------ | ---------------------------------------------- | --------------------------------------- | ------------------------ | ------------------------ |
| ۲۰۱۸                     | بازیگر زن نقش مکمل برجسته در مینی‌سریال یا فیلم | ترور جانی ورساچه: داستان جنایی آمریکایی | نامزدشده                 | [ ۵۰ ]                   |